# 무단장역

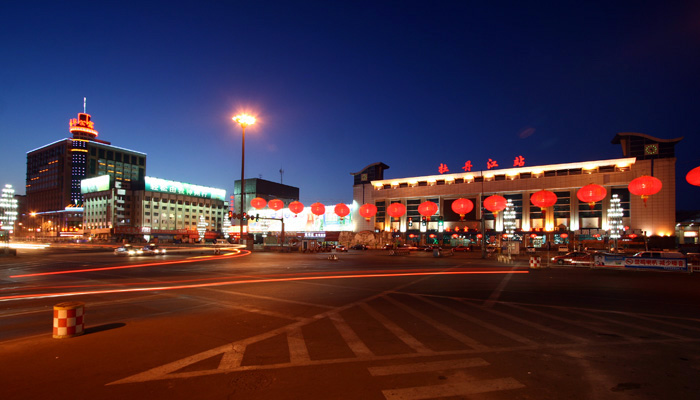
무단장 역 역사 야경

무단장역(중국어: 牡丹江站, 한자음: 목단강참)은 헤이룽장성, 무단장시, 시안구에 위치한 빈쑤이 철도(滨绥铁路)의 철도역으로, 중국에서 건설된 최초의 철도역 중 하나이다. 하얼빈 역에서 355km, 쑤이펀허 역에서 193km 떨어진 빈쑤이 철로의 역중 하나이고, 다롄시에서 1,380km 떨어져있는 다무 철도(大牡鐵路) 종착역에 속해있다. 1901년에 지어졌으며, 현재 중국철로 하얼빈 국 집단 유한공사의 관할하에 있는 특등역(特等站)으로, 총 60대의 기차가 통과되었다. 무단장 역의 변화를 기념하기 위해, 역에는 퇴역한 2대의 기관차, 즉 선행호(先行号) 증기기관차(상류형 증기 기관차)와 무단장 호(牡丹江号) 증기기관차 (C28형 삼림 협궤 증기기관차)가 있다.
"5개년 계획(五年計畫)"에 따르면, 무단장 역에 시속 250km 이상의 열차 설계 속도로, 하무 시외 철로를 개설할 예정이다.

## 주요 철도
- 다무 철로(大牡鐵路)
- 하무 성제철로(哈牡城際鐵路)
- 빈쑤이 철로(滨绥铁路)
- 무자 철로(牡佳铁路)
- 무투 철로(牡图铁路)

## 여객 열차 행선지
지방간 보통열차
| 열차 번호  | 행선지 |
| ---------- | ------ |
| T18、T298  | 베이징 |
| 2168       | 창춘   |
| T262、2052 | 다롄   |
| K940       | 스자좡 |
| K1452      | 르자오 |
| K554       | 원저우 |

관내 보통열차
| 열차 번호                                                     | 행선지   |
| ------------------------------------------------------------- | -------- |
| K7274、K7276、K7278、K7280、K7282、K7284、K7286、K7288、K7290 | 둥징청   |
| K7143、K7145、K7157、K7159、K7161、K7163                      | 수이펀허 |
| K7106                                                         | 넌장     |
| 4171                                                          | 허강     |
| 6223、K7077                                                   | 둥팡훙   |
| K7112                                                         | 룽전     |
| 4173、K7265                                                   | 자무쓰   |
| K7151                                                         | 린커우   |
| 6251、K7051                                                   | 지시     |
| K7068                                                         | 자거다치 |
| 6286                                                          | 장팅     |
| 4043                                                          | 미산     |

## 같이 보기
- 무단장시
- 빈쑤이 철로